# Alberht de l'Ànglia Oriental
Alberht (també escrit Ethælbert, Albert o Æthelberht I) va ser rei de l'Ànglia de l'Est des del 749 fins al 760, conjuntament amb Beonna i potser un tercer rei anomenat Hun. No tots els experts estan d'acord amb la datació del seu regnat ni en si va ser un regnat compartit o consecutiu. Atès que no hi ha gaire informació sobre els esdeveniments posteriors a la mort del seu antecessor en el tron Ælfwald, els historiadors han proposat diverses teories de com va ser succeït.

## Govern amb Beonna
Alberht va ser un punt fosc en la història de l'Ànglia de l'Est, ja que el seu estudi defugia les possibilitats d'investigació i durant segles l'única font documental on era esmentat va ser una crònica medieval, posterior a la seva època. En la Historia Regum, escrita al segle xii, es diu que, després de la mort d'Ælfwald, el reialme va ser repartit entre Hunbeanna i Alberht. La redacció d'aquest llibre es va atribuir a Simeó de Durham, però actualment es creu més probable que la seva autoria sigui de Byrhtferth de Ramsey, que l'hauria fet a finals del segle x. Per altres escrits i diverses monedes trobades es va saber que amb qui havia compartit el govern era amb Beonna. Una altra font d'informació era la llista de reis del mateix llibre on diu que:«Durant el regnat d'Offa, rei de Mèrcia, Beonna regnava a l'Ànglia de l'Est, i després d'ell Æthelred ...» Això va fer sortir els dubtes de si el govern va ser compartit o l'ún després de l'altre. En la secció de l'any 749 del Flores Historiarum, escrit pel cronista Mateu de París al segle xiii, també relata que: «Ethelwold, rei de l'Ànglia de l'Est va morir i Beonna i Ethelbert van dividir aquell domini entre ells.» Els historiadors H. M. Chadwick i Dorothy Whitelock van suggerir que la paraula Hunbeanna era la unió de dos noms, Hun i Beanna, i que en realitat la divisió del regne va ser en tres parts; Steven Plunkett va explicar que la paraula Hunbeanna havia de ser una errada d'un copista que hauria ajuntat les paraules Hun i Beonna en una de sola i també va donar suport a la teoria d'un país governat per tres reis. El problema és que no s'ha pogut demostrar l'existència de cap rei anomenat Hun, ni tan sols s'ha trobat cap moneda amb el seu nom, però sí amb el nom dels altres dos.
La historiadora Barbara Yorke ha suggerit la possibilitat que cada rei governés per separat una part del reialme, però reconeix que l'escenari polític de l'any 749 no s'acaba d'entendre del tot. D. P. Kirby ha donat un punt de vista alternatiu als esdeveniments que potser van passar després de la mort d'Ælfwald: creu que hi ha alguna mena de relació entre Alberht i Æthelberht II, o que podrien ser la mateixa persona i que Alberht encara governava el 794, cosa que implicaria que hagués governat durant quaranta-cinc anys.
Beonna no és un nom característic de la dinastia dels reis que van governar l'Ànglia de l'Est, els Wuffingas, més aviat sembla propi de la dinastia dels reis de Mèrcia. En canvi, la paraula Alberht encaixa amb les al·literacions pròpies dels Wuffingas, fins i tot podria ser una forma escurçada del nom Æthelberht. Per tant, és possible que quan Ælfwald va morir, Alberht fos el que continuava la línia dinàstica, però va acceptar la presència d'un representant del poder de Mèrcia al seu país.
Es creu que dels dos, Beonna era el rei de més edat, idea basada en el gran nombre de monedes que porten el seu nom i per la cooperació entre l'Ànglia de l'Est i Mèrcia en la batalla de Burford Bridge contra Cuthred de Wessex l'any 752. Beonna també podria estar relacionat amb Beornred, que durant uns pocs mesos va governar Mèrcia després de l'assassinat d'Æthelbald l'any 757.

## Monedes
L'encunyació de monedes a l'Ànglia de l'Est probablement va començar durant el regnat de Beonna. Hi havia una seca a Suffolk, que va continuar produint monedes durant el període d'hegemonia de Mèrcia sobre l'Ànglia de l'Est i fins a la invasió dels vikings en la segona meitat del segle ix.
La confirmació de l'existència d'Alberht com a figura històrica va sorgir del descobriment d'una única moneda amb el seu nom en una excavació arqueològica. No hi ha dubtes sobre l'autenticitat de la moneda, que la va trobar Valerie Fenwick a Burrow Hill, un turó de la població de Butley, al comtat de Suffolk. En el mateix estrat se'n van trobar diverses varietats d'una moneda anomenada sceatta, amb el nom de Beonna. El lloc està situat en una illa de l'estuari del Wash, una posició estratègica a prop de la capital, Rendlesham.
Emprant grafies del l'alfabet rúnic en aquesta moneda està també el nom de l'encunyador: Tiælred (que podria ser una versió del nom Coeldred) i en l'anvers està el nom del rei Ethælbert. La moneda, amb un contingut aproximat de plata del 42%, es va fer amb un motllo gran com el que e va emprar en les darreres monedes de Beonna, fetes per un encunyador anomenat Efe, i l'estil de disseny també és semblant. Es va exposar al Museu Britànic el 1992.